# استان بوکه
استان بوکه (به لاتین: Boké Prefecture) یک منطقهٔ مسکونی در گینه است که در ناحیه بوکه واقع شده‌است. استان بوکه ۱۱٬۱۲۴ کیلومتر مربع مساحت و ۴۴۹٬۴۰۵ نفر جمعیت دارد.